# Santa Cruz de la Sierra (España)
Santa Cruz de la Sierra es un municipio y localidad española de la provincia de Cáceres, en la comunidad autónoma de Extremadura. El término municipal tiene una población de 322 habitantes (INE 2024).

## Geografía física
Se encuentra integrado en la comarca de Trujillo, situándose a 62 km de la capital cacereña. Su término municipal está atravesado por la autovía del Suroeste (A-5), entre los pK 264 y 268. 
El relieve del municipio está muy influido por la sierra de Santa Cruz, con el pico de San Gregorio (844 m) como telón de fondo. El resto del territorio es bastante llano, como es característico de la llanura trujillana. El pueblo se alza a 465 m sobre el nivel del mar. Límites del término municipal de Santa Cruz de la Sierra: Ibahernando, Trujillo, Herguijuela, Puerto de Santa Cruz, Conquista de la Sierra y Abertura.
Geológicamente, dominan las formas aplanadas, salvo en las zonas próximas a la sierra de Santa Cruz, donde se alcanzan cotas superiores a los 700 m sobre el nivel del mar y pendientes que rebasan el 20 %.
Según la clasificación climática de Köppen, el clima local es del tipo Csa (mediterráneo), caracterizado por sus veranos cálidos y secos, con escasas precipitaciones (alrededor de los 500 mm), distribuyéndose estas —de manera más o menos uniforme— a lo largo del resto del año. Las temperaturas medias anuales (en torno a los 16 °C) oscilan entre los 25 °C de julio y los 8 °C de enero.
El término municipal está bañado por los arroyos Búrdalo y Jumaro.

## Historia
El descubrimiento de numerosos restos arqueológicos permite hablar de una significativa base demográfica neolítica, que se mantendrá estable hasta bien entrada la Alta Edad Media, en torno a la fundación de dos ciudades estratégicas: la Colonia Iulia Augusta Emerita y Turgalium, la actual Trujillo. Destaca en este sentido un tenante de altar conservado actualmente en la parroquia, y cuyo hallazgo probaría, a su vez, la existencia de una basílica visigoda («iglesia propia») en el lugar donde se encuentra la actual población o sus inmediaciones, dedicada a la Santa Cruz o Santa Cruz de Jerusalén.
También de esta época altomedieval, más concretamente durante la dominación musulmana, dataría la desaparecida fortaleza de Santa Cruz, próxima a la cima de la sierra de su nombre, en cuya ladera se ubican hoy Santa Cruz de la Sierra y Puerto de Santa Cruz.
Pero es a partir de la conquista de la ciudad el 25 de enero de 1233 por las tropas cristianas de Fernando III de Castilla cuando se va configurando su doble desarrollo histórico y urbano como localidad dependiente de la Tierra de Trujillo.
En el censo de Pecheros de Carlos I de 1528, figura Santa Cruz con 362 vecinos. La suma de la información duró ocho años y los datos recogidos se refieren a las cantidades pagadas entre 1527 y 1528.

### La «Santa Cruz de la Sierra» del Nuevo Mundo
Entre los 29 santacruceños que, entre 1512 y 1579, embarcaron con destino a «las Indias», destaca especialmente el conquistador y colonizador Ñuflo de Chaves, hijo de Álvaro de Escobar y María de Sotomayor –ambos pertenecientes a nobles familias trujillanas–, y fundador de la homónima ciudad boliviana de Santa Cruz de la Sierra.
Ñuflo parte de Sanlúcar de Barrameda con destino a El Dorado el 2 de diciembre de 1540. El 29 de marzo del año siguiente, la expedición, patrocinada por Álvar Núñez Cabeza de Vaca, llega a tierra firme, más concretamente a la isla de Santa Catarina. Se une allí al guipuzcoano Martínez de Irala, con el que va a conocer tierras inexploradas hasta ese momento por los españoles, va a fundar ciudades y, sobre todo, va a aprender a relacionarse con los indios y –llegado el caso– a combatir contra ellos.
El 26 de febrero de 1561, en el entonces denominado Alto Perú, manda edificar un pequeño poblado que llama Santa Cruz de la Sierra. Muere asesinado el 5 de octubre de 1568.

### Siglos XVII al XX

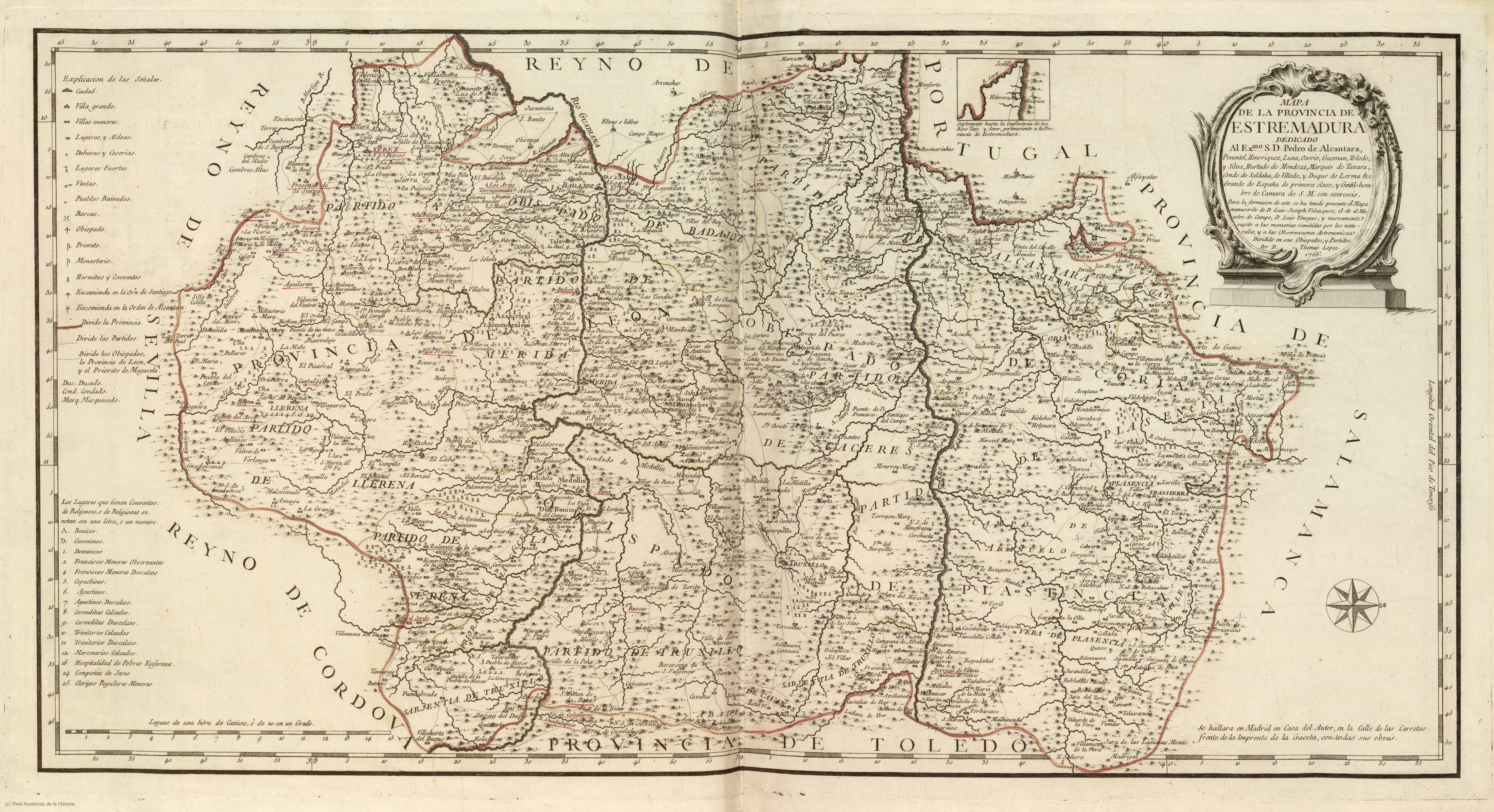
Mapa de la provincia de Estremadura [sic] de 1766 donde aparece S^{ta} Cruz de la Sierra.

También en 1631, esta vez en el llamado Censo de la Sal de Felipe IV, aparece Santa Cruz de la Sierra. Tiene ahora 430 vecinos que consumen 226 fanegas de sal al año y poseen 8 hatos de ovejas y cabras.
A la caída del Antiguo Régimen, la localidad se convierte en municipio constitucional de la región de Extremadura. Desde 1834, queda integrada en el partido judicial de Trujillo.
En el Censo de la matrícula catastral de 1842, cuenta con 120 hogares y 657 habitantes de derecho. A mediados del siglo XIX, la villa tenía contabilizadas 100 casas. Aparece descrita en el séptimo volumen del Diccionario geográfico-estadístico-histórico de España y sus posesiones de Ultramar de Pascual Madoz de la siguiente manera:

CRUZ DE LA SIERRA [Sta.]: v. con ayunt. en la prov. y aud. terr. de Caceres [8 leg.], part. jud. de Trujillo [2 1/2], dióc. de Plasencia, c. g. de Estremadnra [Badajoz]: sit. al NO. de la sierra llamada tambien de Santa Cruz, en la parte mas baja, circundada de oteros, es de clima vario, y se padecen muchas enfermedades, siendo las mas comunes intermitentes é hidropesias en el verano y otoño; pútridas é inflamatorias en el invierno: tiene 100 casas de un solo piso y en general de mala construccion, pequeñas y de poca comodidad, escepto 10 0 12 que tienen mejor distribucion: no están alineadas, guardan poca regularidad sus calles, las cuales estan empedradas, aunque mal conservadas; tiene plaza de la Constitucion y en medio de ella una fuente bastante abundante y de buen agua, que por una cañeria viene del de la Sierra: hay escuela de primeras letras con 1,100 rs. de dotacion pagados por los fondos públicos, y sin edificio propio, ni local para celebrar las sesiones de ayunt., habiéndose arruinado un conv. de Agustinos Recoletos que alli habia, solo encontramos la igl. parr. dedicada á la Sta. Vera-Cruz, curato de entrada y provision ordinaria. Su construccion es muy ant. con una portada al O. toda de canteria y de bastante magnificencia: en los afueras 200 pasos al N. hay una charca ó pantano, y por la posicion del pueblo, no solo las aguas de la sierra, sino todas las de la circunferencia, vierten hacia sus calles, á lo cual se atribuyen las enfermedades que reinan. Confina el térm. por N. con las deh. de Noderas y Tercio, térm. de Trujillo; E. las de Torrebejar, las Mirandas y Caballeria que se denomina de Mirandas y Medianas; S. la referida Caballeria y el térm. de la v. del Puerto de Santa Cruz; O. este ultimo térm. y las deh. de Magasquilla de los Pontes, suertes de la Pizarra y Torrecampo; con 3/4 de leg. de travesia en su mayor long. y 2 1/2 de circunferencia; comprendiendo 2,000 fan. de tierra de labor de las que se siembran 500 cada año, y se encuentran ademas bastantes heredades ó cercados destinados unos á pastos, de que son abundantes; otros á labor, y algunos á olivares y viñas.
El terreno es muy desigual encontrándose á la inmediacion del pueblo la alta sierra de su nombre, y le baña el r. Burdalo que nace dentro del mismo. caminos: cruza á dist. de 500 varas del pueblo el arrecife de Madrid á Badajoz, en su tránsito de Trujillo al Puerto de Santa Cruz; los demas son caminos vecinales en mediano estado, carreteros y de herradura: el correo se recibe en el Puerto; pasan tambien las dilijencias de Estremadura. prod.: trigo, centeno, avena, poco aceite y vino y abundantes pastos: se mantiene ganado lanar, vacuno y de cerda; y se cria caza de todas clases: ind.: 8 telares de lienzos ordinarios, en los que se tejen colchas y mantas de lana al uso del pais. pobl.: 120 vec., 657 alm. cap. prod.: 1.775,500 rs. imp.: 88,775. contr.: 11,220 rs. 16 mrs. El presupuesto municipal, del que se pagan 2,000 rs. al secretarion se cubre con el fondo de propios. Esta v. fué de señ. que perteneció á la casa del Sr. conde de Miranda; pero fué tanteado por los vec. en el año de 1680: se cree pobl. muy ant. por encontrarse en ella la siguiente inscripcion: Viriatus Taucini F. Hic. S. E. S. T. T. L.
(Madoz, 1847, p. 184)

Desde su fundación en 1834 el municipio forma parte del partido judicial de Trujillo. Acaba el siglo XIX con un poco significativo aumento de 54 habitantes (un 12 %) respecto a 1842:

SANTA CRUZ DE LA SIERRA. V. con Ayunt. de 711 hab., sit. á 13,9 kilóm. de Trujillo.

Cáceres (partido judicial de Trujillo). Anuario del Comercio, de la Industria, de la Magistratura y de la Administración. 1897: p. 1140.

Durante la segunda mitad del siglo XX, el denominado éxodo rural causa una verdadera sangría demográfica que reduce por primera vez la población local a valores desconocidos desde comienzos del siglo XVI.

## Demografía
Santa Cruz de la Sierra cuenta con una población de 322 habitantes (INE 2024).
| Gráfica de evolución demográfica de Santa Cruz de la Sierra entre 1842 y 2021                                       |
| |
| Población de derecho según los censos de población del INE Población de hecho según los censos de población del INE |

## Administración y política
La actual alcaldesa, y desde 2011, es MARÍA BELÉN CORREDERA MIURA del Partido Popular.
La corporación municipal santacruceña está formada en la actualidad por siete concejales (de 251 a 1000 habitantes). En las siguientes tablas, se muestran los resultados de las elecciones municipales celebradas respectivamente el 22 de mayo de 2011, 24 de mayo de 2015 y 26 de mayo de 2019.
| Elecciones municipales de 2011 en Santa Cruz de la Sierra |       |          |            |
| Partido político                                          | Votos | %Válidos | Concejales |
| Partido Popular (PP) Extremadura Unida (EU)               | 172   | 63,94 %  | 5          |
| Partido Socialista Obrero Español (PSOE)                  | 89    | 33,09 %  | 2          |

| Elecciones municipales de 2015 en Santa Cruz de la Sierra |       |          |            |
| Partido político                                          | Votos | %Válidos | Concejales |
| Partido Popular (PP)                                      | 152   | 66,67 %  | 5          |
| Partido Socialista Obrero Español (PSOE)                  | 75    | 32,89 %  | 2          |

| Elecciones municipales de 2019 en Santa Cruz de la Sierra |       |          |            |
| Partido político                                          | Votos | %Válidos | Concejales |
| Partido Popular (PP)                                      | 179   | 73,36 %  | 5          |
| Partido Socialista Obrero Español (PSOE)                  | 62    | 25,41 %  | 2          |

## Patrimonio histórico-artístico

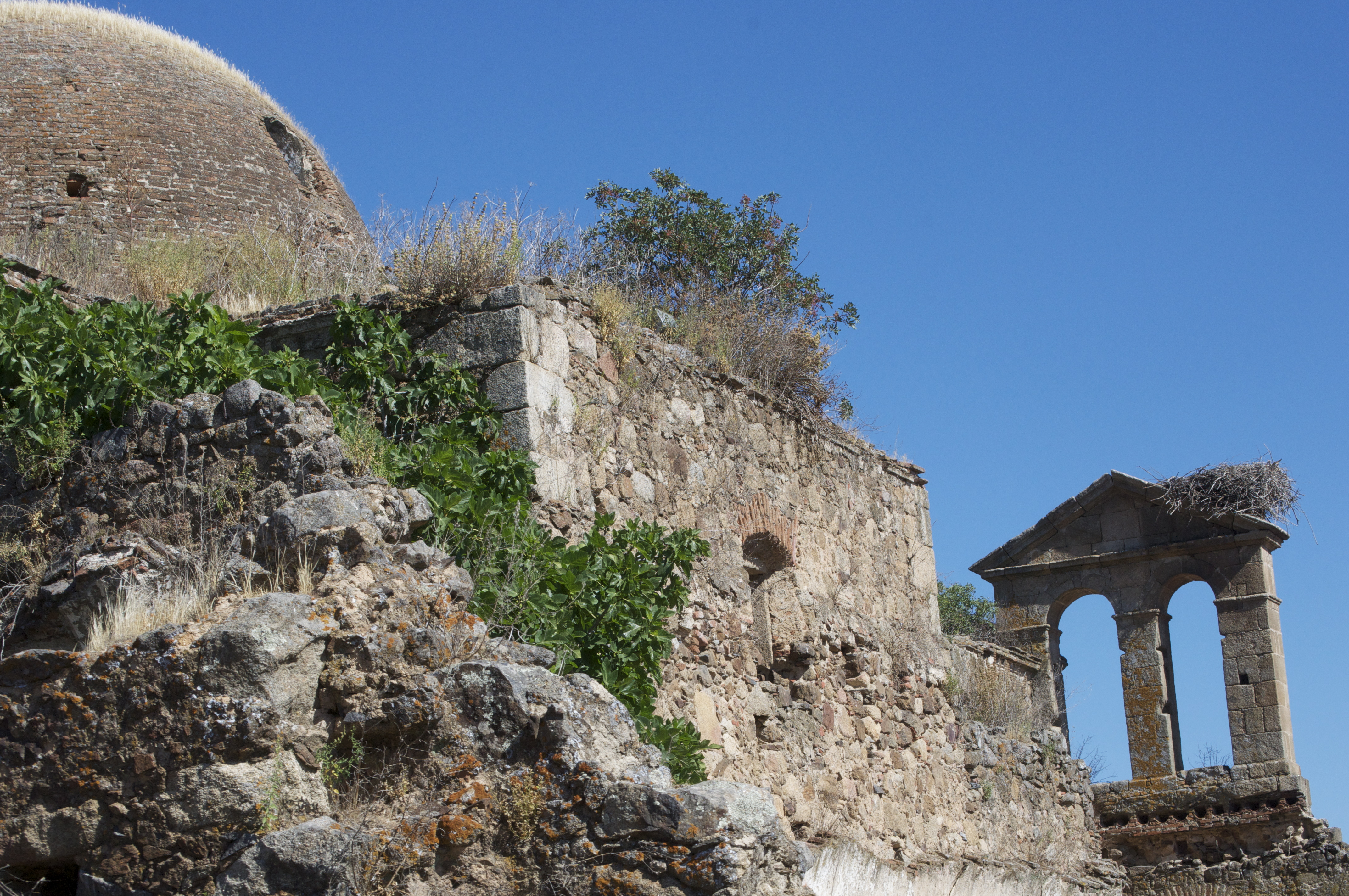
Vista parcial del convento agustino de San Joaquín.

Pertenece a la comarca de Tierra de Trujillo. La agricultura, que ha sido tradicionalmente la fuente principal de la economía de Santa Cruz, ha perfilado los contornos y colores del municipio. Junto a un bien conservado patrimonio histórico, el municipio de Santa Cruz de la Sierra cuenta con un entorno natural de gran valor. La Dehesa y Magasquilla, que podremos descubrir en una ruta senderista, nos darán cuenta de la singularidad de los paisajes de Cáceres.
En su patrimonio arquitectónico e histórico destacan:
- Convento agustino de San Joaquín. Fundado en 1629 por Juan de Chaves y Mendoza. La planta del templo es de cruz latina, cubierto con bóveda de cañón coronada por una cúpula semiesférica sobre pechinas en el crucero. Hay restos de pinturas murales con motivos vegetales, geométricos y animados. De los retablos e imágenes que tuviese, solo se conserva, entre otras, una pequeña talla de granito de San Agustín –patrón del pueblo–, datable hacia 1700.
- Iglesia parroquial de la Vera Cruz. Según todos los indicios de que se dispone por ahora, fue construida en el lugar de culto de una mezquita levantada sobre una antigua basílica visigoda que, a su vez, reutilizó los restos de un primitivo templo romano. Se trata de un edificio de extensas proporciones, de planta rectangular, construido a base de mampostería y sillería de granito. De su contenido artístico, destacan el excelente púlpito de finales del siglo XV o principios del XVI, de planta poligonal; la pila bautismal, del siglo XVI; así como varias imágenes barrocas, entre las que cabe mencionar las de Santa Rita de Casia –patrona del pueblo–, de madera policromada del siglo XVII, y Nuestra Señora de la Consolación, conocida popularmente como «Virgen de la Correa»; ambas traídas a mediados del siglo XIX del vecino convento de San Joaquín.

## Patrimonio cultural inmaterial

### Festividades
- «Las chozas de la velá». Noche del 13 al 14 de septiembre.
- San Agustín. 28 de agosto.
- Santa Rita de Casia. 22 de mayo.

### Gastronomía
Algunos platos y dulces típicos de la gastronomía santacruceña –centrada en gran medida en la matanza del cerdo ibérico– son las flores, las roscas y la sopa de tomate.

## Galería de fotos

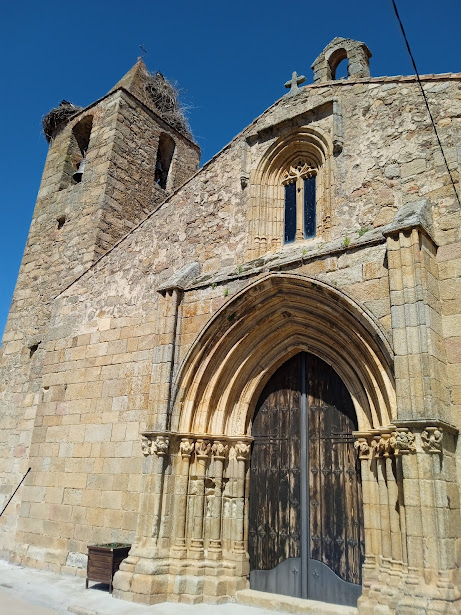
Iglesia de Santa Cruz.
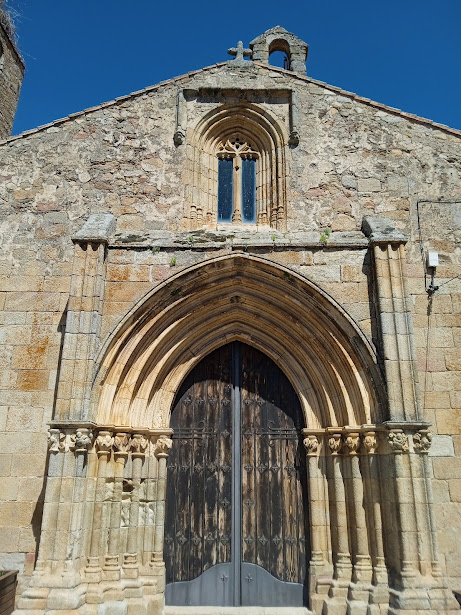
La puerta de la iglesia.
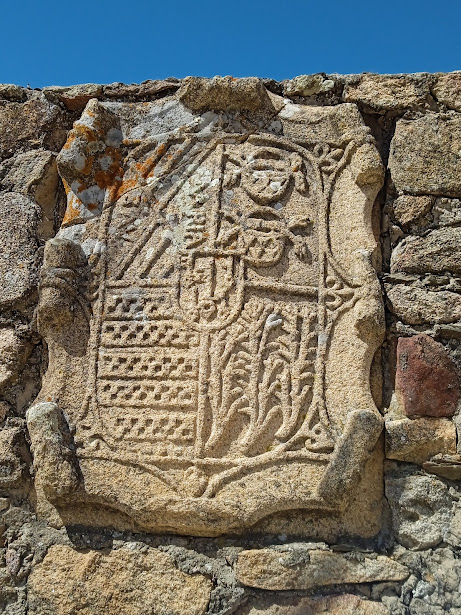
Escudo nobiliario de la familia Chaves (Ñuflo de Chaves, fundador de Santa Cruz de la Sierra en Bolivia), en el centro cinco llaves (chaves en portugués).
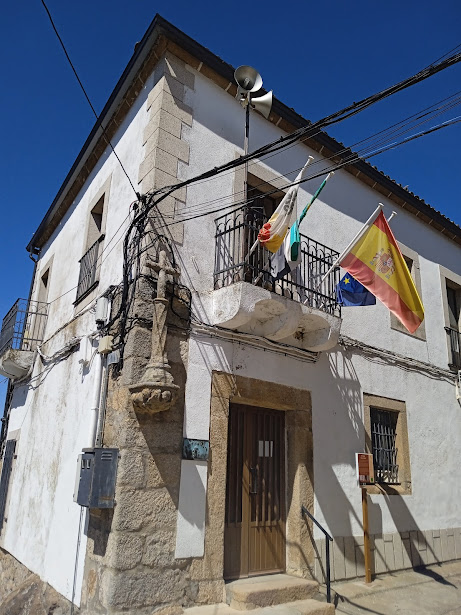
Ayuntamiento de Santa Cruz.
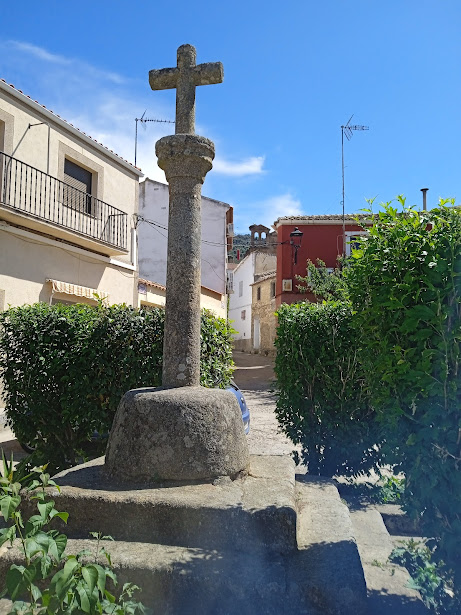
Crucero.
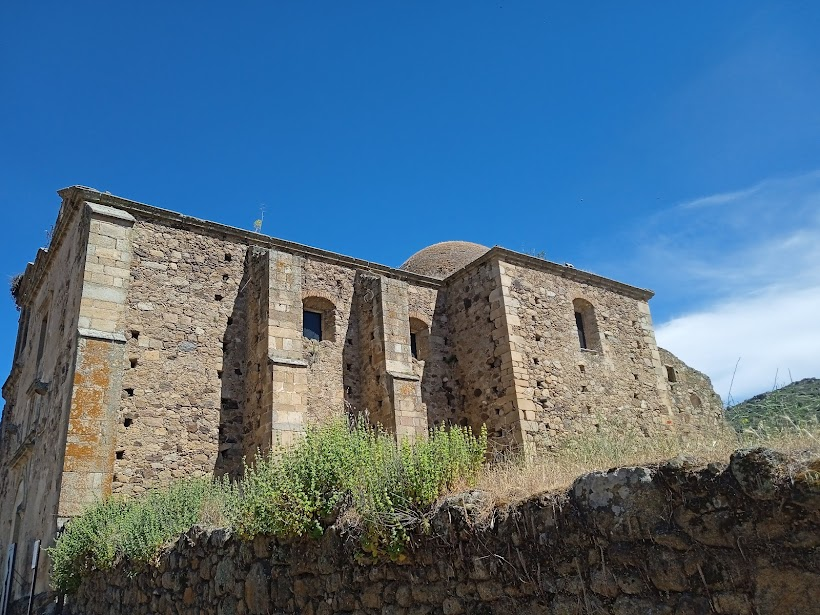
Convento de Agustinos.
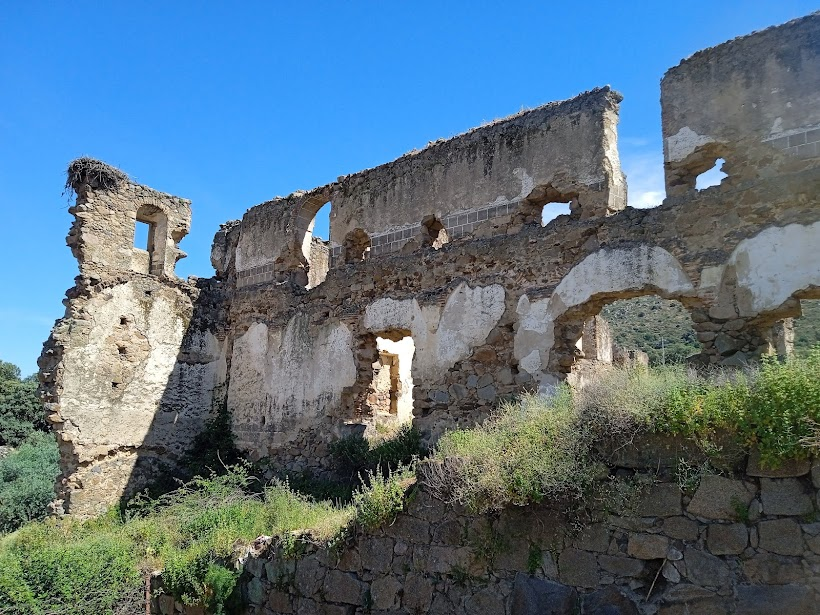
Ruinas del convento de Agustinos.